# 汲黯

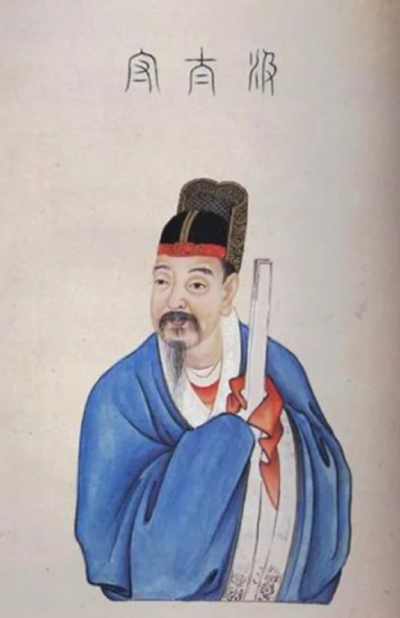
汲太守像（取自清乾隆年間《歷代名臣像解》）

汲黯（？—前108年），字長孺，西漢濮陽（今濮陽西南）人，西汉名臣。漢景帝時汲黯為太子洗馬（太子家宦，太子出入时为先导），漢武帝時任中大夫；因常規勸武帝，武帝不耐，調為東海郡太守，繼為主爵都尉，是漢代著名的直諫之臣。

## 生平
汲黯为政，以民为本，同情民众的疾苦。一次河内郡失火，武帝派他去视察，他到河南郡，见正遭水灾，饥民塞路，父子相食，饿死沟壑者不计其数，汲黯不畏矫制之罪，便以皇帝使臣的名义，持节开仓放粮赈济贫民，人民大悦。 
汲黯与人相处很傲慢，不讲究礼数，当面顶撞人，容不得别人的过错。与自己心性相投的，他就亲近友善；与自己合不来的，就不耐烦相见，士人也因此不愿依附他。但是汲黯好学，又好仗义行侠，很注重志气节操。他平日居家，品行美好纯正；入朝，喜欢直言劝谏，屡次触犯皇帝的面子，时常仰慕傅柏和袁盎的为人。他与灌夫、郑当时和宗正刘弃交好。他们也因为多次直谏而不得久居其官位。

### 不畏權貴
就在汲黯任主爵都尉而位列九卿的时候，王太后的弟弟武安侯田蚡做了丞相。年俸中二千石的高官来谒见时都行跪拜之礼，田蚡竟然不予还礼。而汲黯求见田蚡时从不下拜，经常向他拱手作揖完事。这时皇帝正在招揽文学之士和崇奉儒学的儒生，说我想要如何如何，汲黯便答道：“陛下心裏欲望很多，只在表面上施行仁义，怎么能真正仿效尧舜的政绩呢！”皇帝沉默不语，心中恼怒，脸一变就罢朝了，公卿大臣都为汲黯惊恐担心。皇帝退朝后，对身边的近臣说：“太过分了，汲黯太愚直！”群臣中有人责怪汲黯，汲黯说：“天子设置公卿百官这些辅佐之臣，难道是让他们一味屈从取容，阿谀奉迎，将君主陷于违背正道的窘境吗？何况我已身居九卿之位，纵然爱惜自己的生命，但要是损害了朝廷大事，那可怎么办！”
汲黯多病，而且已抱病三月之久，皇帝多次恩准他休假养病，他的病体却始终不愈。最后一次病得很厉害，庄助替他请假，皇帝问道：“汲黯这个人怎么样？”庄助说：“让汲黯当官执事，没有过人之处。然而他能辅佐年少的君主，坚守已成的事业，以利诱之他不会来，以威驱之他不会去，即使有人自称像孟贲、夏育一样勇武非常，也不能憾夺他的志节。”皇帝说：“是的。古代有所谓安邦保国的忠臣，像汲黯就很近似他们了。”
大将军卫青入侍宫中，皇帝曾蹲在厕所内接见他。丞相公孙弘平时有事求见，皇帝有时连帽子也不戴。至于汲黯进见，皇帝不戴好帽子是不会接见他的。皇帝曾经坐在威严的武帐中，适逢汲黯前来启奏公事，皇帝没戴帽，望见他就连忙躲避到帐内，派近侍代为批准他的奏议。汲黯被皇帝尊敬礼遇到了这种程度。
张汤刚以更改制定刑律法令做了廷尉，汲黯就曾多次在皇帝面前质问指责张汤，说：“你身为正卿，却对上不能弘扬先帝的功业，对下不能遏止天下人的邪恶欲念。安国富民，使监狱空无罪犯，这两方面你都一事无成。相反，错事你却竭力地做，大肆破坏律令，以成就自己的事业，尤为甚者，你怎么竟敢把高祖皇帝定下的规章制度也乱改一气呢？你这样做会断子绝孙的。”汲黯时常和张汤争辩，张汤辩论起来，总爱故意深究条文，苛求细节。汲黯则出言刚直严肃，志气昂奋，不肯屈服，他怒不可遏地骂张汤说：“天下人都说绝不能让刀笔之吏身居公卿之位，果真如此。如果非依张汤之法行事不可，必令天下人恐惧得双足并拢站立而不敢迈步，眼睛也不敢正视了！”
这时，汉朝正在征讨匈奴，招抚各地少数民族。汲黯力求国家少事，常借向皇帝进言的机会建议与胡人和亲，不要兴兵打仗。皇帝正倾心于儒学，尊用公孙弘，对此不以为意。及至国内事端纷起，下层官吏和不法之民都弄巧逞志以逃避法网，皇帝这才要分条别律，严明法纪，张汤等人也便不断进奏所审判的要案，以此博取皇帝的宠幸。而汲黯常常诋毁儒学，当面抨击公孙弘之流内怀奸诈而外逞智巧，以此阿谀主上取得欢心；刀笔吏专门苛究深抠法律条文，巧言加以诋毁，构陷他人有罪，使事实真相不得昭示，并把胜狱作为邀功的资本，于是皇帝越发地倚重公孙弘和张汤，公孙弘、张汤则深恨汲黯，就连皇帝也不喜欢他，想借故杀死他。公孙弘做了丞相，向皇帝建议说：“右内史管界内多有达官贵人和皇亲宗室居住，很难管理，不是素来有声望的大臣不能当此重任，请调任汲黯为右内史。”汲黯当了几年右内史，任中政事井井有条，从未废弛荒疏过。
大将军卫青已经越发地尊贵了，他的姐姐卫子夫做了皇后，但是汲黯仍与他行平等之礼。有人劝汲黯说：“从天子那就想让群臣居于大将军之下，大将军如今受到皇帝的尊敬和器重，地位更加显贵，你不可不行跪拜之礼。”汲黯答道：“因为大将军有拱手行礼的客人，就反倒使他不受敬重了吗？”大将军听到他这么说，更加认为汲黯贤良，多次向他请教国家与朝中的疑难之事，看待他胜过平素所结交的人。
淮南王刘安阴谋反叛，畏惧汲黯，说：“汲黯爱直言相谏，固守志节而宁愿为正义捐躯，很难用不正当的事情诱惑他。至于游说丞相公孙弘，就像揭掉盖东西的蒙布或者把快落的树叶振掉那么容易了。”当今天子已经多次征讨匈奴大获战绩，汲黯主张与胡人和亲而不必兴兵征讨的话，他就更加听不进去了。

### 愚直之臣
当初汲黯任主爵都尉，享受九卿待遇时，公孙弘、张汤不过还是一般小吏而已。等到公孙弘、张汤日渐显贵，和汲黯官位相当时，汲黯又责难他们。不久，公孙弘升为丞相，封为平津侯；张汤官至御史大夫；昔日汲黯手下的郡丞、书史也都和汲黯同级了，有的被重用，地位甚至还超过了他。汲黯心窄性躁，不可能没有一点怨言，朝见皇帝时，他走上前说道：“陛下使用群臣就像堆柴垛一样，后来的堆在上面。”（“陛下用群臣，如積薪耳，後來者居上。”）這是“後來居上”的典故。皇帝沉默不语。一会儿汲黯退了下去，皇帝说：“一个人确实不可以没有学识，看汲黯这番话，他的愚直越来越严重了。”當時丞相公孫弘生活簡樸，每餐只有一道肉食，卻將俸祿分給儒士門客。汲黯向皇帝批評說：「公孙弘居於三公，俸祿非常豐厚，但是卻使用粗布做成的被子，根本就是騙人。」這也是“公孫布被”的典故由來。
时隔不久，匈奴浑邪王率部众降汉，朝廷征发两万车辆前去接运。官府无钱，便向百姓借马。有的人把马藏起来，马无法凑齐。皇帝大怒，要杀长安县令。汲黯说：“长安县令没有罪，只要杀了我，百姓就肯献出马匹了。况且匈奴将领背叛他们的君主来投降汉朝，朝廷可以慢慢地让沿途各县准备车马把他们顺序接运过来，何至于让全国骚扰不安，使我国人疲于奔命地去侍奉那些匈奴的降兵降将呢！”皇帝沉默无言。及待浑邪王率部到来，商人因与匈奴人做买卖，被判处死罪的有五百多人。汲黯请得被接见的机会，在未央宫的高门殿见到了皇帝，他说：“匈奴攻打我们设在往来要路上的关塞，断绝和亲的友好关系，我国发兵征讨他们，战死疆场与负伤的人数不胜数，而且耗费了数以百亿计的巨资。臣愚蠢，以为陛下抓获匈奴人，会把他们都作为奴婢赏给从军而死的家属，并将掳获的财物也就便送给他们，以此告谢天下人付出的辛劳，满足百姓的心愿。这一点现在即使做不到，浑邪王率领几万部众前来归降，也不该倾尽官家府库的财物赏赐他们，征调老实本分的百姓去伺候他们，把他们捧得如同宠儿一般。无知的百姓哪懂得让匈奴人购买长安城中的货物，就会被死抠法律条文的执法官视为将财物非法走私出关而判罪呢？陛下纵然不能缴获匈奴的物资来慰劳天下人，又要用苛严的法令杀戮五百多位无知的老百姓，这就是所谓‘保护树叶而损害树枝’的做法，我私下认为陛下此举是不可取的。”皇帝沉默，不予赞同，而后说：“我很久没听到汲黯的话了，今日他又一次信口胡说了。”事后数月，汲黯因犯小法被判罪，适逢皇帝大赦，他仅遭罷黜。于是汲黯隐居于田园。

### 晚年與身後
过了几年，遇上国家改铸五铢钱，老百姓很多人私铸钱币，楚地尤其严重。皇帝认为淮阳郡是通往楚地的交通要道，就征召汲黯任他为淮阳太守。汲黯拜伏于地辞谢圣旨，不肯接印，皇帝屡下诏令强迫给他，他才领命。皇帝下诏召见汲黯，汲黯哭着对皇帝说：“我自以为死后尸骨将被弃置沟壑，再也见不到陛下了，想不到陛下又收纳任用我。我就像狗、马常常生病的，体力难以胜任太守之职的烦劳。我希望当中郎，出入宫禁之门，为您纠正过失，补救缺漏。这就是我的愿望。”皇帝说：“你看不上淮阳太守这个职位吗？我已經召你回来了啊。只因淮阳地方官民关系紧张，我只好借助你的聲名之重，请你躺在床上去治理。”
汲黯向皇帝告别后，又去探望大行令李息，他说：“我被弃置于外郡，不能参与朝廷的议政了。可是，御史大夫张汤他的智巧足以阻挠他人的批评，奸诈足以文饰自己的过失，他专用机巧谄媚之语，强辩挑剔之词，不肯常常正正地替天下人说话，而一心去迎合主上的心思。皇帝不想要的，他就顺其心意诋毁；皇帝想要的，他就跟着夸赞。他喜欢无事生非，搬弄法令条文，在朝中他深怀奸诈以逢迎皇帝的旨意，在朝外挟制为害社会的官吏来加强自己的威势。您位居九卿，若不及早向皇帝进言，您和他都会被诛杀的。”李息害怕张汤，始终不敢向皇帝进谏。汲黯治理郡务，一如往昔作风，淮阳郡政治清明起来。后来，张汤果然身败名裂。皇帝得知汲黯当初对李息说的那番话后，判李息有罪，诏令汲黯享受诸侯相的俸禄待遇，依旧掌管淮阳郡。七年后汲黯逝世。
汲黯死后，皇帝因为汲黯的关系，让他的弟弟汲仁官至九卿，儿子汲偃官至诸侯国相。汲黯姑母的儿子司马安年轻时也与汲黯同为太子洗马，他擅长玩弄法律条文，巧于为官，其官位四次做到九卿，在河南郡太守任上去世。他的弟兄们由于他的缘故，同时官至二千石职位的计十人。濮阳人段宏起初侍奉盖侯王信，王信保举段宏，段宏也两次官至九卿。但是濮阳同乡做官的人都很敬畏汲黯，甘居其下。

## 延伸阅读
[在维基数据编辑]
 《史記/卷120》，出自司馬遷《史記》
 《漢書·卷050》，出自班固《漢書》